# Český pavilon na Světové výstavě 2020
Český pavilon na světové výstavě Expo 2020, která se konala v Dubaji od října 2021 do března 2022, se nacházel v zóně Sustainability (udržitelnost) a tomu odpovídal i jeho obsah. Pavilon nesl nápis Czech Spring (český pramen), protože Česko je zemí přírody, vědy a inovací a v Evropě má představovat pomyslný pramen. Hlavním exponátem se stal unikátní český systém S.A.W.E.R., který za pomoci solární energie vyrábí vodu ze vzdušné vlhkosti a byl oceněn cenou za nejlepší inovaci Expa. Český pavilon vedl Jiří František Potužník, který byl již podruhé jmenovaný generálním komisařem výstavy. Během šesti měsíců trvání výstavy český pavilon navštívilo 1,3 milionů lidí.

## Architektonická soutěž
Vítězný architektonický návrh budovy, který vzešel z výběrového řízení z roku 2018, pochází od Jana Tůmy a Jindřicha Ráftla z ateliéru JinJan (dříve Formosa AA). Odbornou komisi tvořili Eva Jiřičná, Miroslav Řepa, Zdeněk Lukeš, Michael Klang, David Vávra,  Tomáš Matuška, Jan Kukla a Radek Špicar. Oba vítězní architekti mají zkušenost s účastí na předchozí světové výstavě, kdy zvítězili ve studentské soutěži a navrhli Laboratoř ticha na Expo 2015 v Miláně.

## Rozpočet
Původní rozpočet byl 130 milionů korun, ale kvůli odložení výstavy byl navýšen o dalších 25 milionů. Z minulých ročníků v Miláně a Šanghaji se podařilo ušetřit 70 milionů a stejně jako na předchozím Expu v Miláně i tentokrát se na financování pavilonu podílel také soukromý sektor částkou kolem 100 milionů korun.

## Popis
Pavilon byl vybaven  vyspělými technologiemi, moderním českým designem a osvětlením. Nad pavilonem visel umělý mrak z nerezových trubek, který přecházel dovnitř do nezakrytých technologických rozvodů. Uvnitř pavilonu byly vystaveny přes dvě desítky stálých exponátů reprezentujících inovace a nové úsporné způsoby výroby, dopravy, skladování i využívání. Zastoupeny byly například výrobce 3D tiskáren Prusa Research, keramické obkládačky RAKO nebo společnost IQ Structures vyrábějící nanovlákna a hologramy. Hlavním exponátem a lákadlem byl český systém S.A.W.E.R., který pomocí solární energie vyráběl vodu ze vzdušné vlhkosti a zavlažoval okolní zahradu. Pavilon představil také 11 dočasných expozic, které v průběhu veletrhu představily další české inovace od cestovního ruchu přes vodohospodářství, robotiku, nanotechnologie až po oblast smart cities. Největším exponátem byla venkovní téměř pětimetrová socha Victoria Robotorum, kterou vytvořil Jaroslav Róna z jednoho kusu žuly a vznikla ke stému výročí premiéry hry R.U.R. v Národním divadle. Atmosféru interiéru doplnily různé světelné či umělecké instalace a objekty. Společnost Lasvit, která se prezentovala už na Expu v Miláně, představila kromě českého skla znovu ve spolupráci s Maximem Velčovským světélkující instalaci Golden Rain (zlatý déšť). K vidění byla také plastika Fenix Energy od Jakuba Nepraše, největší leštěná skleněná socha na světě Venus od Vlastimila Beránka nebo jeho skleněné sousoší Lovers umístěné v baru na střeše pavilonu.
V pavilonu byla také česká restaurace, která nabízela národní kuchyni a pivo, k jehož prodeji bylo třeba v islámské zemi získat zvláštní povolení.

### Systém S.A.W.E.R.
Český systém Solar Air Water Earth Resource chráněný řadou patentů vznikl ve spolupráci Univerzitního centra energeticky efektivních budov ČVUT v Praze a Botanického ústavu Akademie věd ČR. Pracuje na principu adsorpce molekul vody ze vzduchu. Vzduch, který systém nasaje, se zahřívá na vysokou teplotu, aby pojal více vody, která následně kondenzuje na chladičích. Zařízení pak vytváří dva vedlejší produkty: studený vzduch a teplou vodu. Oba se dají zužitkovat, studený vzduch například pro klimatizaci, horká voda jako užitková. Zároveň čerpá elektrickou energii z fotovoltaických článků a dokáže vyprodukovat až litr vody denně z jednoho čtverečního metru kolektorů, což je dvacetkrát více, než dokážou běžné chladiče.
Druhou funkcí tohoto systému je kultivace pouštní půdy. Část destilované vody proudí do fotobioreaktoru, kde ji řasy obohacují o živiny a minerály, a poté asi dvacet centimetrů pod povrch země, aby se zamezilo zbytečnému odpařování výživového roztoku. Technologická část systému S.A.W.E.R. byla k vidění v interiéru pavilonu, který byl částečně chlazen studenou vodou vyrobenou ze vzduchu, botanická část pak před pavilonem ukázala, jak lze vyprahlou pouštní krajinu postupně měnit v úrodnou půdu. Od léta 2019 již první kontejner na poušti úspěšně produkoval vodu.
Za systém S.A.W.E.R. obdržel český pavilon na Expu cenu za nejlepší inovaci.

### Dočasné expozice
Dočasná expozice se nacházela v prvním patře pavilonu a během šesti měsíců trvání Expa se zde po zhruba 14 dnech trvání vystřídalo 11 tematických výstav:
- Czech Spa (01/10–22/10 2021) pořádaná společností CzechTourism
- Robot´s 100th Birthday (23/10–14/11 2021) u příležitosti 100. výročí premiéry hry R.U.R. v Národním divadle
- Czech Glass Class (15/11–30/11 2021)
- Water Inspiration (1/12–15/12 2021) prezentovala inovace v oblasti čištění vody, zásobování domácností a efektivního využití
- Czech Treasures (16/12–30/12 2021) představila zlaté a stříbrné investiční mince, včetně 130 kilogramové zlaté mince, šperky s českými granáty a vlastní kolekci šperků od vnučky Alfonse Muchy Jarmily Mucha Plockové
- Nanoworld (31/12–14/01 2022)
- City fot the Future (15/01–29/01 2022) prezentovala inspirativní české nápady a technologie pro lepší život ve městech a udržitelnější společnost
- Cz-ex Machina (30/01–13/02 2022) představila bezpilotní vozidlo a robotické potrubní kamery
- Energy the Smart Way (14/02–28/02 2022) ukázala čtyři možnosti práce s energií od výroby přes skladování až po efektivní využívání
- Mystery of Knowledge (01/03–15/03 2022) prezentovala převážně základy mendelovské genetiky
- Micro & Macro (16/03–31/03 2022) umožnila nahlédnout do světa elektronové mikroskopie a kosmického průmyslu